# جيمس ماكدونالد (مؤلف)
جيمس ماكدونالد هو مؤلف كندي، ولد في 4 أكتوبر 1960 في لندن في كندا.

## وصلات خارجية
- الموقع الرسمي